# Мастраччи, Натали
Натали Мастраччи (англ. Natalie Mastracci; род. 5 июня 1989, Уэлленд, Онтарио) — канадская гребчиха, выступавшая за сборную Канады по академической гребле в период 2008—2016 годов. Серебряная призёрка летних Олимпийских игр в Лондоне, обладательница серебряных и бронзовых медалей чемпионатов мира, победительница и призёрка многих регат национального значения.

## Биография
Натали Мастраччи родилась 5 июня 1989 года в городе Веланд провинции Онтарио, Канада.
Училась в старшей школе в Пелхэме и в Сиракузском университете в США. Заниматься академической греблей начала в 2007 году, состояла в университетской гребной команде, неоднократно принимала участие в различных студенческих регатах. Позже проходила подготовку на гребном канале в Сент-Катаринсе.
Дебютировала на международной арене в 2008 году, когда на молодёжной регате в Бранденбурге заняла четвёртое место в зачёте распашных рулевых восьмёрок. Год спустя на молодёжном мировом первенстве в Рачице вновь стала четвёртой в восьмёрках. Ещё через год на аналогичных соревнованиях в Бресте выиграла в той же дисциплине бронзовую медаль.
В 2011 году вошла в основной состав канадской национальной сборной, в восьмёрках выиграла серебряные медали на этапе Кубка мира в Люцерне и на чемпионате мира в Бледе.
Благодаря череде удачных выступлений удостоилась права защищать честь страны на летних Олимпийских играх 2012 года в Лондоне. В составе экипажа, куда также вошли гребчихи Рейчел Винберг, Криста Гюлуан, Лорен Уилкинсон, Джанин Хансон, Эшли Бжозович, Дарси Марквардт, Андреанн Морен и рулевая Лесли Томпсон-Уилли, финишировала в женских восьмёрках второй позади команды из США и тем самым завоевала серебряную олимпийскую медаль.
После лондонской Олимпиады Мастраччи осталась в гребной команде Канады на ещё один олимпийский цикл и продолжила принимать участие в крупнейших международных регатах. Так, в 2013 году она побывала на чемпионате мира в Чхунджу, откуда привезла награды серебряного и бронзового достоинства, выигранные в безрульных четвёрках и рулевых восьмёрках соответственно.
В 2014 году в восьмёрках стала серебряной призёркой на мировом первенстве в Амстердаме.
На чемпионате мира 2015 года в Эгбелете добавила в послужной список ещё одну бронзовую награду, полученную в восьмёрках.
Находясь в числе лидеров канадской национальной сборной, благополучно прошла отбор на Олимпийские игры 2016 года в Рио-де-Жанейро — на сей раз попасть в число призёров не смогла, показала в программе восьмёрок пятый результат. Вскоре по окончании этих соревнований приняла решение завершить спортивную карьеру.